# Chiton barnardi
Chiton barnardi är en blötdjursart som beskrevs av Edwin Ashby 1931. Chiton barnardi ingår i släktet Chiton och familjen Chitonidae. Inga underarter finns listade i Catalogue of Life.